# Гюден де ла Бардельер, Пьер Сезар
Пьер Сезар Гюден де ла Бардельер (фр. Pierre César Gudin des Bardelières; 1775–1855) — французский военный деятель, генерал-лейтенант (1821 год), барон (1810 год), участник революционных и наполеоновских войн. Имя генерала выбито на Триумфальной арке в Париже.

## Биография
Будущий генерал Гюден был сыном офицера полка Артуа Габриэля Гюдена фр. Gabriel Louis Gudin; 1732—1819) и его супруги Мари Юмери де ля Буассьер (фр. Marie Anne Humery de la Boissière; 1736—1827). Его старший брат Этьен считался одним из лучших пехотных генералов наполеоновской армии. Приходился племянником генерала Этьена Гюдена.
Поступил 16 октября 1785 года в Бриеннскую военную школу, как и старший брат. 22 февраля 1793 года был выпущен в звании младшего лейтенанта, и зачислен в 48-ю полубригаду линейной пехоты. В 1793 году служил в Майнце, затем с 1793 по 1796 годы в Вандее. 22 сентября 1793 года получил пулевое ранение в левую руку в сражении при Палле. 15 декабря 1795 года стал адъютантом у своего дяди, генерала Гюдена. В 1796—1797 годах служил в Рейнско-Мозельской армии, затем в Итальянской и Неаполитанской армиях. 25 мая 1797 года переведён в звании лейтенанта в 62-ю полубригаду. 3 марта 1799 года в сражении при Чивитавеккьи он был ранен картечью в почку. 19 июля 1799 года назначен помощником полковника штаба Ди Джованни. 6 февраля 1800 года назначен адъютантом старшего брата в составе Рейнской армии. 6 мая 1800 года произведён в капитаны. 19 июня 1800 года ранен картечью в правую руку при переправе через Дунай у Гохштедта.
18 июля 1804 года получил звание командира батальона. 23 августа 1804 года старший брат возглавил 3-ю пехотную дивизию в лагере Брюгге Армии Берегов Океана. С 29 августа 1805 года дивизия входила в состав 3-го армейского корпуса Великой Армии. Принимал участие в кампаниях 1805—1807 годов. 4 марта 1807 года награждён чином полковника и 1 июля того же года определён в Генеральный штаб Великой Армии. С 10 октября 1808 года состоял при маршале Бертье в ходе Испанской кампании 1808 года. В июне 1809 года был переведён в штаб Армии Германии.
18 июля 1809 года назначен Императором командиром 16-го полка линейной пехоты, с которым участвовал в Австрийской кампании 1809 года. Был ранен в левую руку сражении при Ваграме. С 1810 года служил в Армии Арагона в бригаде Монмари. 28 сентября 1811 года был ранен осколками гранаты в верхнюю челюсть при атаке Сагунто; в результате Гюден лишился пяти зубов. 11 января 1812 года произведён в бригадные генералы. Возглавил бригаду в пехотной дивизии генерала Ариспа. В апреле предпринял неудачную атаку на Аликанте. Сражался 11 апреля 1813 года при Екле и 13 апреля 1813 года при Вильене. 1 сентября 1813 года стал командиром 1-й бригады 3-й пехотной дивизии генерала Абера Армии Арагона. 24 января 1814 года он и его бригада были отправлены в Лион под начало генерала Паннтье, чтобы войти в состав армии маршала Ожеро, ответственной за оборону этого города. Сражался 4 марта при Полиньи, где он разбил австрийские войска полковника Виланда, нанеся им до 400 потерь, в том числе сотню пленных. Затем 18 марта он был в бою при Сен-Жорж-де-Ренен, где сформировал первую линию с бригадами Эстева и Ордонно. 20 марта яростно сражался при Лимоне.
При первой Реставрации оставался с 1 сентября 1814 года без служебного назначения. Во время «Ста дней» присоединился к Императору и с 6 апреля 1815 года состоял в 5-м армейском корпусе генерала Раппа. После второй Реставрации занимал с 1 сентября 1815 года пост командующего департамента Мёрт. 24 сентября 1817 года стал командующим департамента Нижние Пиренееи. 16 ноября 1817 года – командир 2-й суб-дивизии 11-го военного округа. 30 декабря 1818 года был определён в резерв. 25 апреля 1821 года произведён в генерал-лейтенанты. 3 января 1822 года возглавил 7-й военный округ в Гренобле. С 1824 по 1828 год служил в Испании. 4 ноября 1824 года был назначен командиром дивизии в Кадисе. 6 мая 1829 года получил должность генерального инспекторв пехоты 3-го, 4-го и 5-го военных округов. 5 июля 1832 года – генеральный инспектор пехоты 9-го военного округа. 8 июня 1848 года Гюден был определён в резерв и 1 января 1853 года окончательно вышел в отставку.
Умер 13 февраля 1855 года в Монтаржи в возрасте 79 лет. Похоронен в Сен-Морис-сюр-Авейроне.

## Воинские звания
- Младший лейтенант (22 февраля 1793 года);
- Лейтенант (25 мая 1797 года);
- Капитан (6 мая 1800 года, утверждён в чине 25 мая 1801 года);
- Командир батальона (18 июля 1804 года);
- Полковник (4 марта 1807 года);
- Бригадный генерал (11 января 1812 года);
- Генерал-лейтенант (25 апреля 1821 года).

## Титулы
- Барон Гюден де ла Бардельер и Империи (фр. baron Gudin des Bardelières et de l'Empire; декрет от 15 августа 1809 года, патент подтверждён 14 февраля 1810 года)[2];
- Виконт Гюден де ла Бардельер (фр. vicomte Gudin de la Bardelières; 4 ноября 1822 года).

## Награды
Легионер ордена Почётного легиона (8 июня 1809 года)
 Офицер ордена Почётного легиона (7 мая 1811 года)
 Кавалер военного ордена Святого Людовика (19 июля 1814 года)
 Командор ордена Почётного легиона (18 мая 1820 года)
 Командор военного ордена Святого Людовика (29 октября 1826 года)
 Командор ордена Карлоса III со звездой (5 февраля 1829 года)
 Великий офицер ордена Почётного легиона (3 апреля 1845 года)